# ドラマ (C&Kの曲)
「ドラマ」は、C&Kの16枚目のシングル。2018年8月15日に発売された。発売元はユニバーサルミュージック。

## 解説
前作『Y』から約1年2か月振りのシングル。
初回限定盤には、「ドラマ」MusicVideoのメイキングを収録。
表題曲である「ドラマ」は日本テレビ系土曜ドラマ「サバイバル・ウェディング」の主題歌として書き下された楽曲になっており、自身初のテレビドラマタイアップ曲になっている。
プロ野球の阪神タイガースに所属する近本光司選手はこの曲を登場曲にしている。

## 収録曲
1. ドラマ
（作詞︰CLIEVY・KEEN / 作曲︰CLIEVY・KEEN・UTA）
日本テレビ系2018年7月期土曜ドラマ「サバイバル・ウェディング」主題歌。
2. SMILE×SMILE
（作詞・作曲：CLIEVY・KEEN）
鹿児島テレビキャンペーンソング。
3. ドラマ（No Make ver.）
4. ドラマ（Instrumental）